# Джамбуйлук
Джємбойли́к, Джамбуйлу́к (крим. Cemboylıq, тюрк. Camboyluq) — історична область на півдні України між низов'ями Дніпра та Кримським півостровом — нині територія лівобережної частини Херсонської та Запорізької областей.

## Назва
Назва регіону походить від ногайської Джамбуйлуцької (Перекопської) орди, що кочувала в регіоні у XVIII столітті.
«Джем/Єм» — річка Емба в сучасному Казхахстані, «бой» — берег, «лук» — збірний афікс.

## Історія
Починаючи з XV століття ця територія знаходилася під владою Кримського ханства.
На початку XVII століття ногайці кочували в степах нинішнього західного Казахстану на берегах річки Емба, але були змушені під натиском калмицької навали Хо-Урлюка перекочувати до Волги у 1628 році, у 1715 році на Кубань, а у 1728 орда перекочувала на територію майбутнього Джамбуйлука під захист кримських ханів.
Протягом усього XVIII століття Джамбуйлук був васальною землею Кримського ханства. Територія управлялася сераскиром — кримським намісником. Орда щорічно відсилала депутата на святкування курбан-байраму до Бахчисараю, а під час воєн виставляла у похід до 3 тисячі кіннотників.
Після захоплення Джамбуйлука Росією в 1770, в 1771 більшість ногайців були депортовані російською владою на Північний Кавказ.
Пізніше Джамбуйлук увійшов до складу Таврійської губернії та став заселятися українцями, німцями та болгарами.
У 1918 році Джамбуйлук став частиною земель УНР Запоріжжя та Нове Запоріжжя, а потім Таврійської округи Української Держави.
Зараз це територія лівобережної частини Херсонської та Запорізької областей України.